# Cmentarz Brochowski
Cmentarz Brochowski – cmentarz katolicki znajdujący się przy ulicy Brochowskiej we Wrocławiu.
Pierwsza informacja o cmentarzu pochodzi z roku 1914, prawdopodobnie powstał on nieco wcześniej. Od początku był administrowany przez parafię ewangelicką i służył mieszkańcom Brochowa, który był wówczas podwrocławskim miasteczkiem. Po roku 1945 opiekę nad cmentarzem przejęła katolicka parafia św. Jerzego Męczennika. Cmentarz składa się z kilkunastu prostokątnych kwater rozmieszczonym regularnie w obrębie prostokątnego pola grzebalnego. Dwie główne aleje cmentarza biegnące ze wschodu na zachód są obsadzone drzewami – północna lipami, a południowa – kasztanowcami. Na cmentarzu zachowały się pojedyncze poniemieckie groby oraz kamień pamiątkowy poświęcony żołnierzom poległym podczas I Wojny Światowej pochodzącym z Brochowa.

## Znane osoby pochowane na cmentarzu
- Tadeusz Babiak (1903-1979)[a] - proboszcz  parafii św. Jerzego i Podwyższenia Krzyża Świętego
- Zygmunt Bielawski (1937–2006) – aktor teatralny i filmowy
- Antoni Łomiński (1900–1981)[b] – żołnierz II Korpusu Polskiego gen.Władysława Andersa, uczestnik bitwy pod Monte Cassino
- Józef Łomiński (1897–1971)[c] – żołnierz II Korpusu Polskiego gen. Władysława Andersa, uczestnik bitwy o Monte Cassino
- Mieczysław Makarewicz (1932–2011) – wieloletni przewodniczący Rady Osiedla Brochów, współzałożyciel Towarzystwa Przyjaciół Brochowa
- Roman Milewicz (1953–2018) – wieloletni skarbnik Towarzystwa Przyjaciół Brochowa
- Franciszek Sobczyszyn (1923–2013) – nauczyciel, kombatant, członek Towarzystwa Przyjaciół Brochowa od czasu jego powstania
- Kazimierz Zastawny (1946–1970)[2][3] – robotnik, ślusarz, zastrzelony w Gdańsku w czasie wydarzeń grudniowych

## Galeria zdjęć

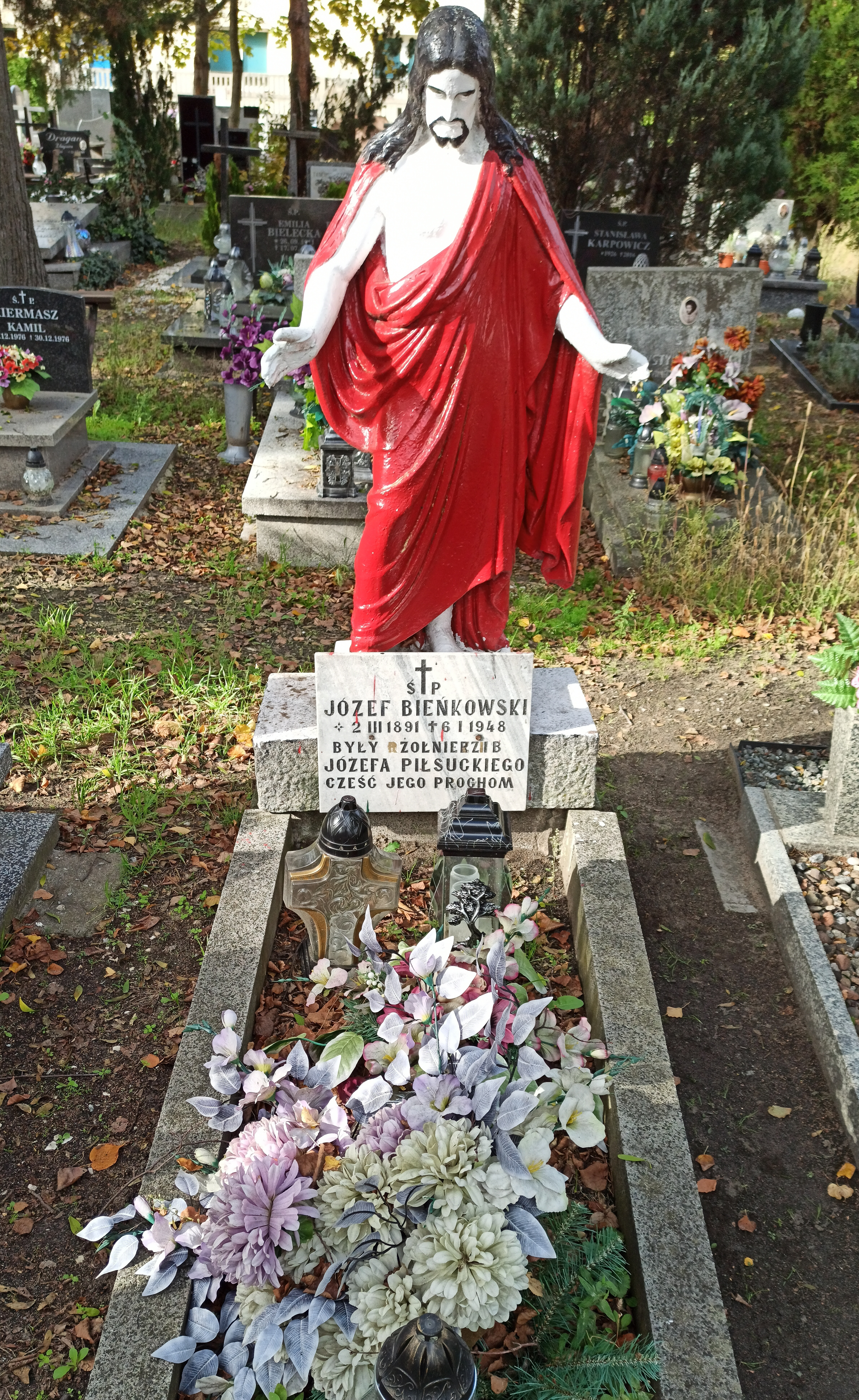
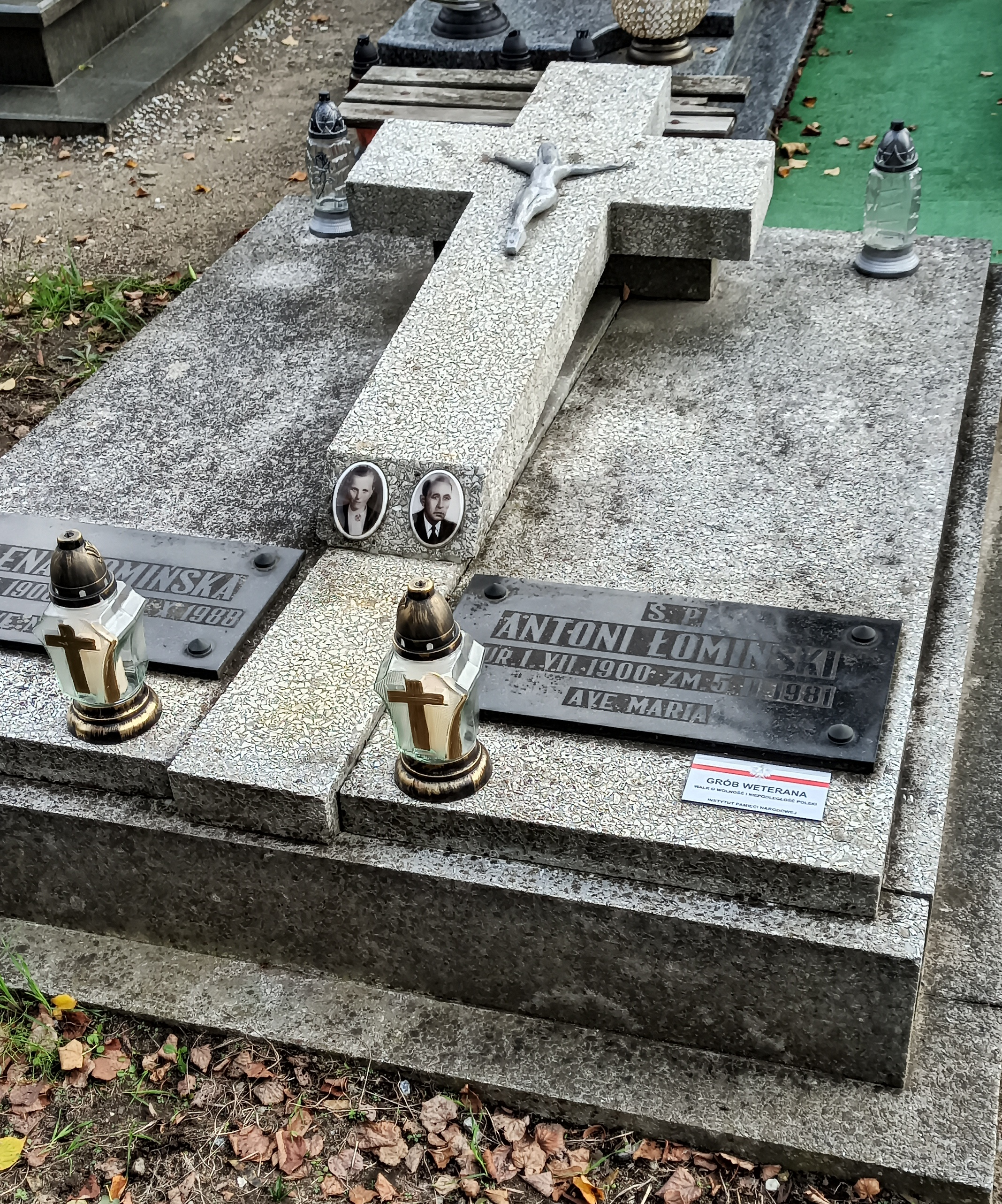
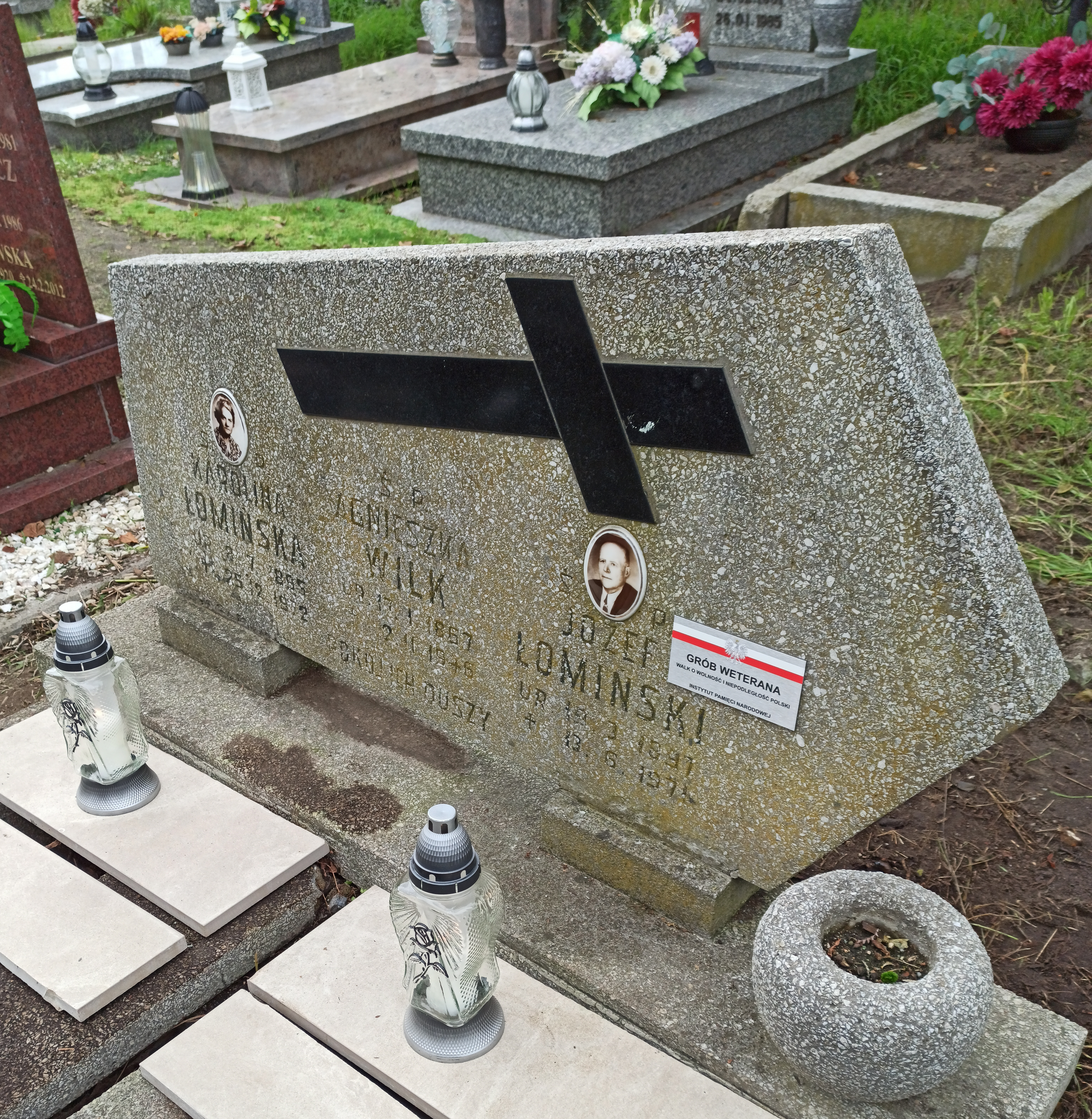
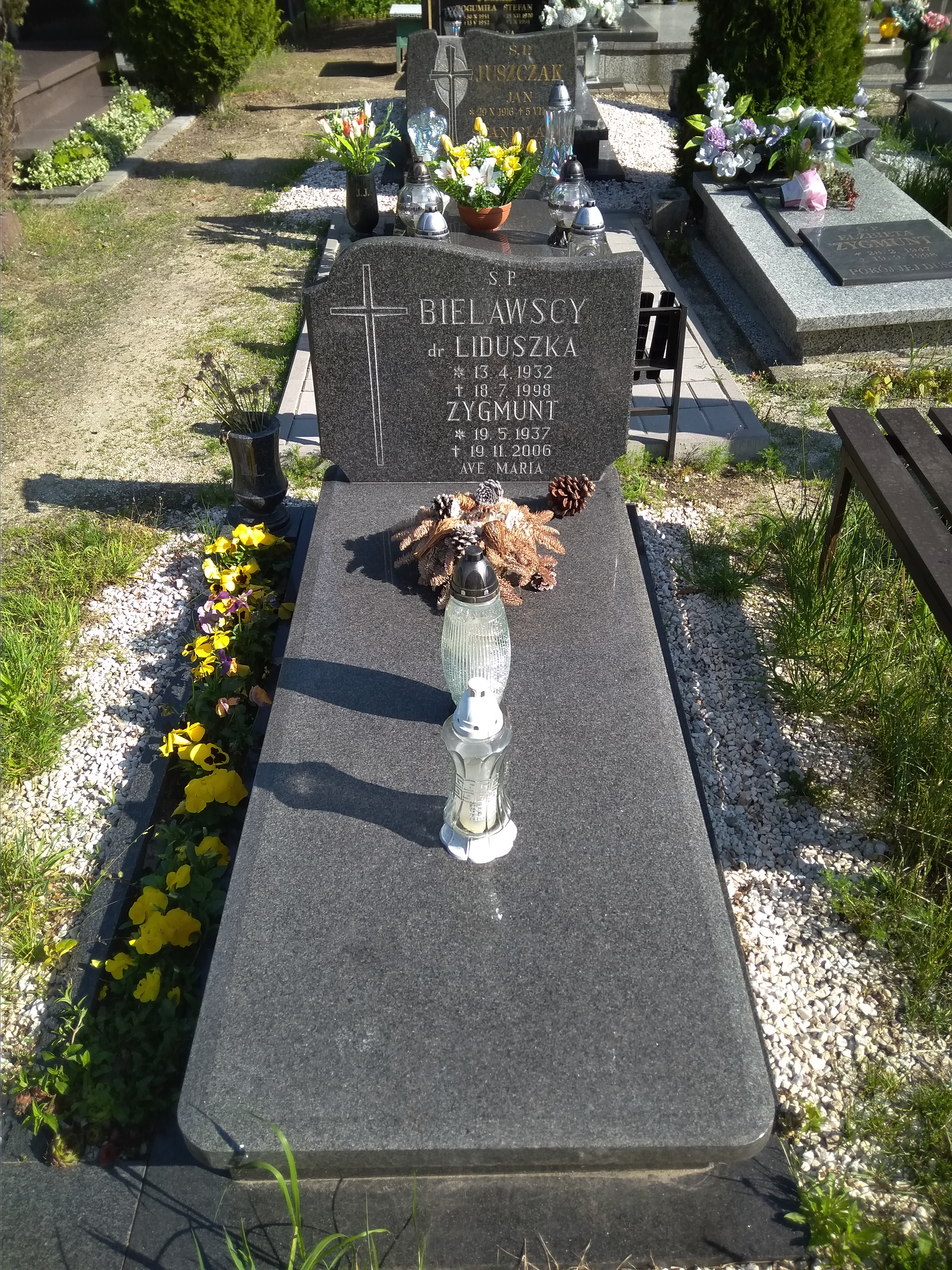

## Literatura
- Burak M., Okólska H.: Cmentarze dawnego Wrocławia. Wrocław: Muzeum Architektury we Wrocławiu, 2007. ISBN 978-83-89262-38-7. (pol.). Brak numerów stron w książce